# Китаев, Владимир Анатольевич
Влади́мир Ана́тольевич Кита́ев (р. 12 июня 1942) — советский и российский историк, доктор исторических наук, профессор ННГУ им. Н. И. Лобачевского.

## Биография
Родился 12 июня 1942 года в городе  Павлово Горьковской области. В 1960 — 1965 гг.  учился на  историко-филологическом  факультете Горьковского университета, где его научным руководителем был известный советский историк  П. А. Зайончковский. Уже тогда В. А. Китаев определился со своей главной научной проблематикой: история российской общественно-политической мысли в XIX веке. Кандидатская диссертация «Из истории общественной мысли России второй половины 50-х — начала 60-х годов XIX века (политическая программа журнала  "Русский вестник" в 1856 — 1862 годах)» защищена им в 1970 г. в МГУ им. М.В. Ломоносова.
До 1983 года В. А. Китаев  работал в ГГУ, занимая должности ассистента, старшего преподавателя,  доцента.          В 1980 году в Ленинградском отделении Института истории СССР (АН СССР) защитил докторскую диссертацию «Славянофилы и западники на рубеже 1850 — 1860-х годов (к характеристике либерализма эпохи первой революционной ситуации в России)». В 1983 году он переехал в Волгоград, став профессором, заведующим кафедрой истории СССР (впоследствии — истории России)  Волгоградского государственного университета.  В 1997 г.  В. А. Китаеву присвоено почётное звание «Заслуженный работник высшей школы Российской Федерации». С 1999 г. он продолжил работу в Нижегородском государственном университете. В настоящее время В. А. Китаев — профессор кафедры  информационных технологий в гуманитарных исследованиях Института международных отношений и мировой истории ННГУ им. Н.И. Лобачевского.